# Liste der deutschen Botschafter in Kolumbien
Die Liste der deutschen Botschafter in Kolumbien enthält die jeweils ranghöchsten Vertreter des Deutschen Reichs und der Bundesrepublik Deutschland in Kolumbien. Sitz der Botschaft ist in Bogotá.

## Deutsches Reich
| Name | Amtszeit  |
| --- | --------- |
| Hermann Albert Schumacher | 1872–1875 |
| Anton Daniel Gramatzki | 1876–1879 |
| Carl Conrad Lueder | 1880–1892 |
| Johannes Lührsen | 1893–1903 |
| Edwin von Seckendorff | 1904–1907 |
| Konrad von der Goltz | 1907–1910 |
| Dorotheus Kracker von Schwartzenfeldt | 1911–1921 |
| Heinrich Rohland | 1921–1923 |
| Gustav von Haeften | 1924–1926 |
| Rudolph Steinbach | 1926–1927 |
| Erdmann Karl Maria von Podewils-Dürniz | 1928–1934 |
| Werner von Hentig | 1934–1936 |
| Wolfgang Dittler | 1936–1941 |
| Ausweisung des gesamten Botschaftspersonal auf Anordnung der Kolumbianischen Regierung, nach Abbruch der diplomatischen Beziehungen am 18. Dezember 1941 |           |

## Bundesrepublik Deutschland
| Name                          | Amtszeit  |
| ----------------------------- | --------- |
| Karl C. Schwendemann          | 1953–1955 |
| Anton Mohrmann                | 1955–1962 |
| Luitpold Werz                 | 1962–1964 |
| Ernst Ostermann von Roth      | 1965–1970 |
| Ivar Maenss                   | 1970–1973 |
| Robert von Förster            | 1973–1978 |
| Hans Heinrich Noebel          | 1978–1983 |
| Joachim Schlaich              | 1983–1989 |
| Heribert Wöckel               | 1990–1994 |
| Franz Freiherr von Mentzingen | 1994–1996 |
| Geert-Hinrich Ahrens          | 1996–1999 |
| Peter von Jagow               | 1999–2002 |
| Matei Hoffmann                | 2002–2005 |
| Michael Glotzbach             | 2005–2008 |
| Jürgen Christian Mertens      | 2008–2012 |
| Günter Rudolf Knieß           | 2012–2016 |
| Michael Bock                  | 2016–2018 |
| Peter Ptassek                 | 2018–2022 |
| Marian Schuegraf              | 2022–2023 |
| Martina Klumpp                | seit 2023 |